# Jalmar Lindgren

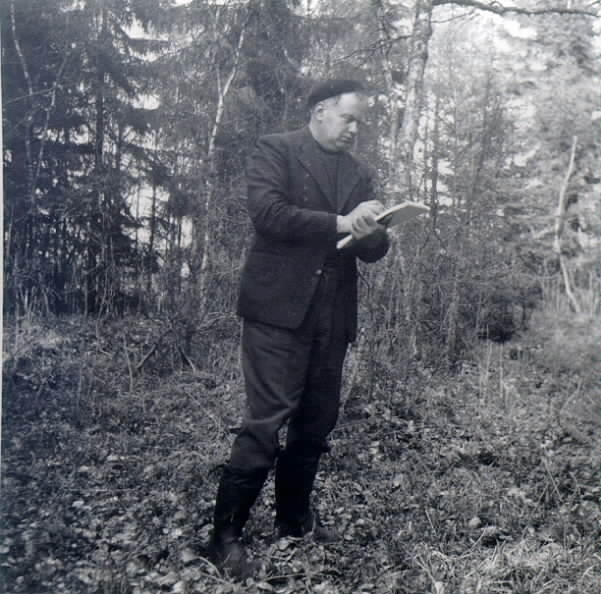
Jalmar Lindgren med skissblock i hand.

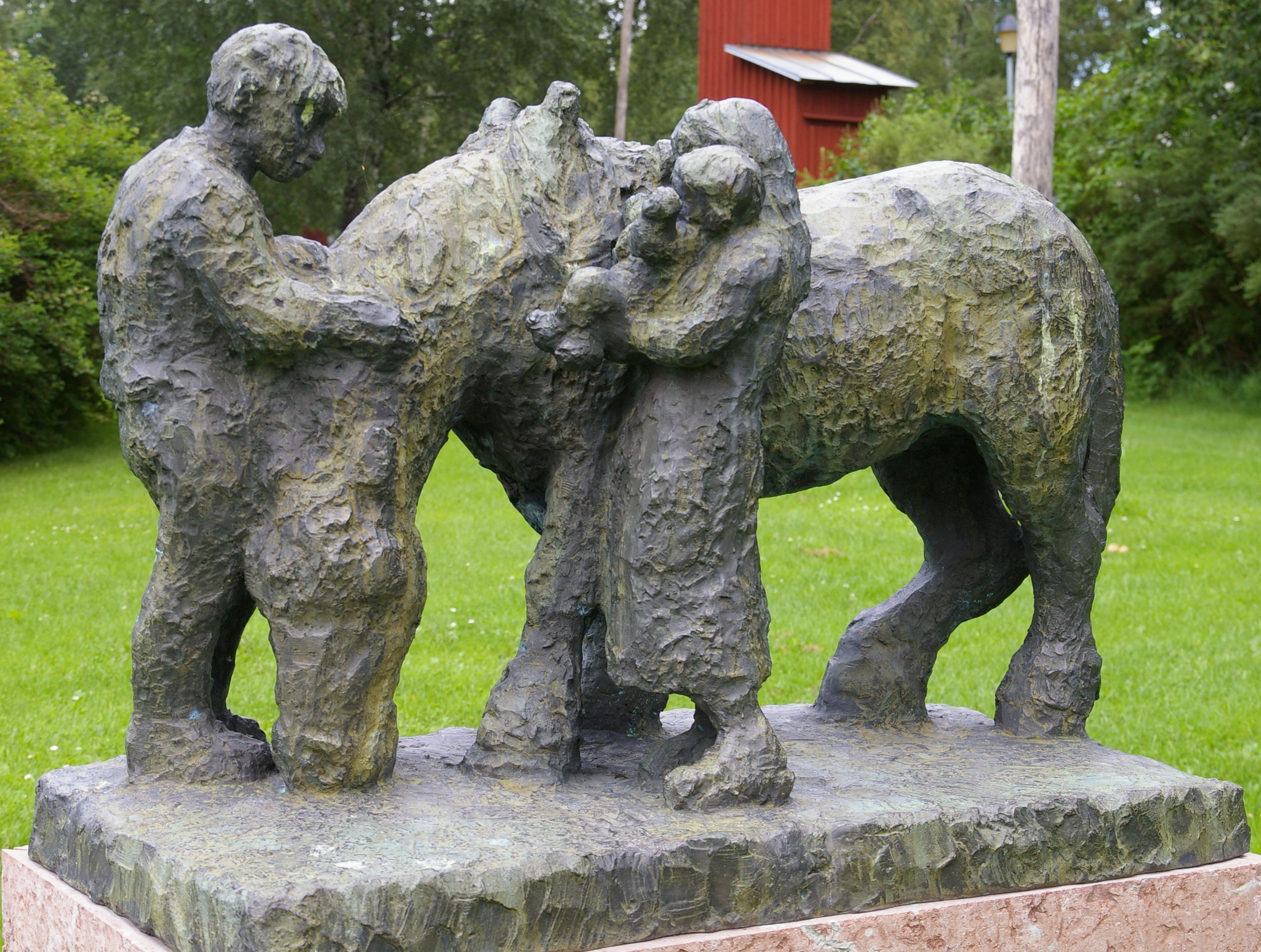
De odlade jorden.

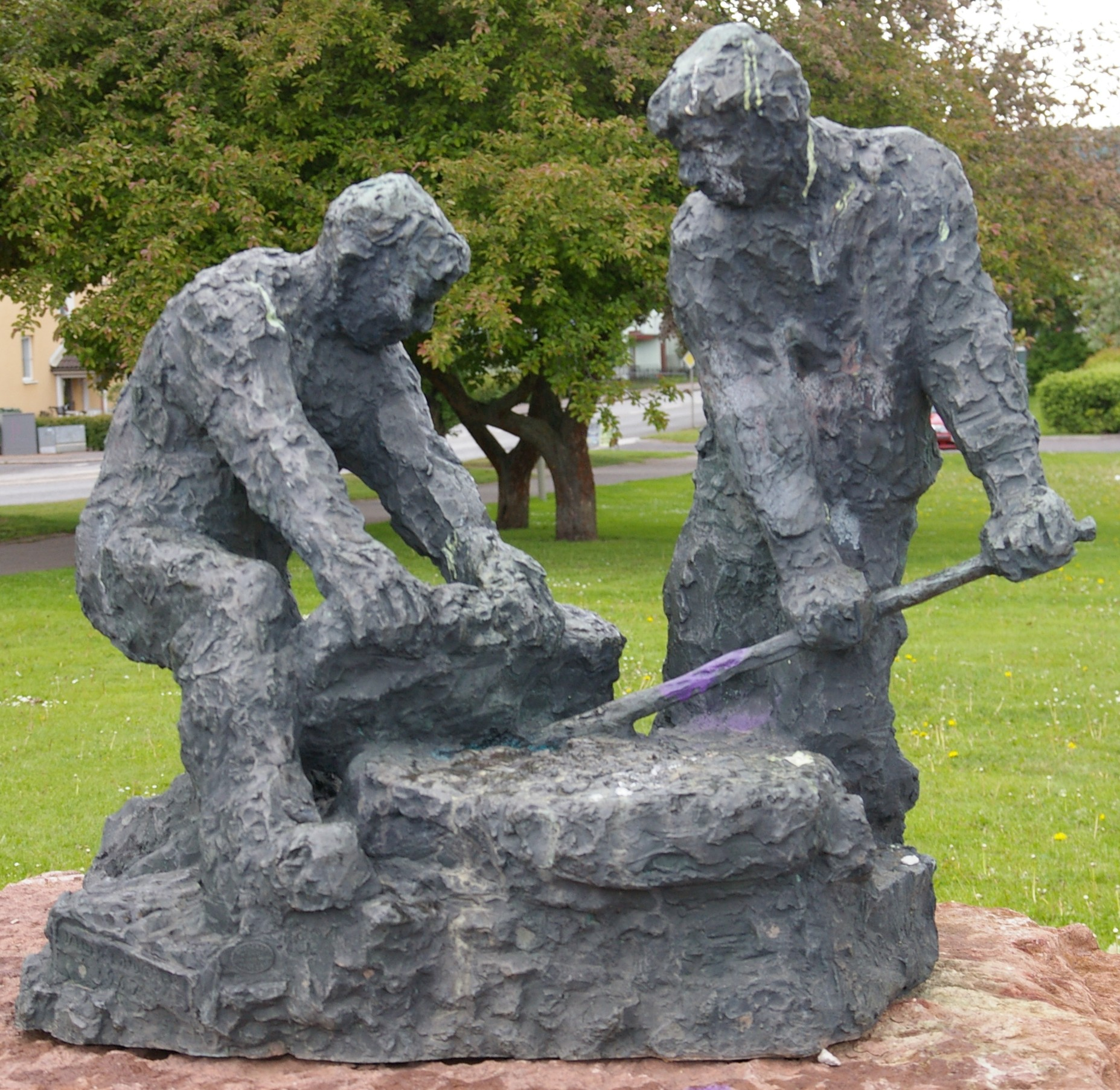
Kalkarbetarna

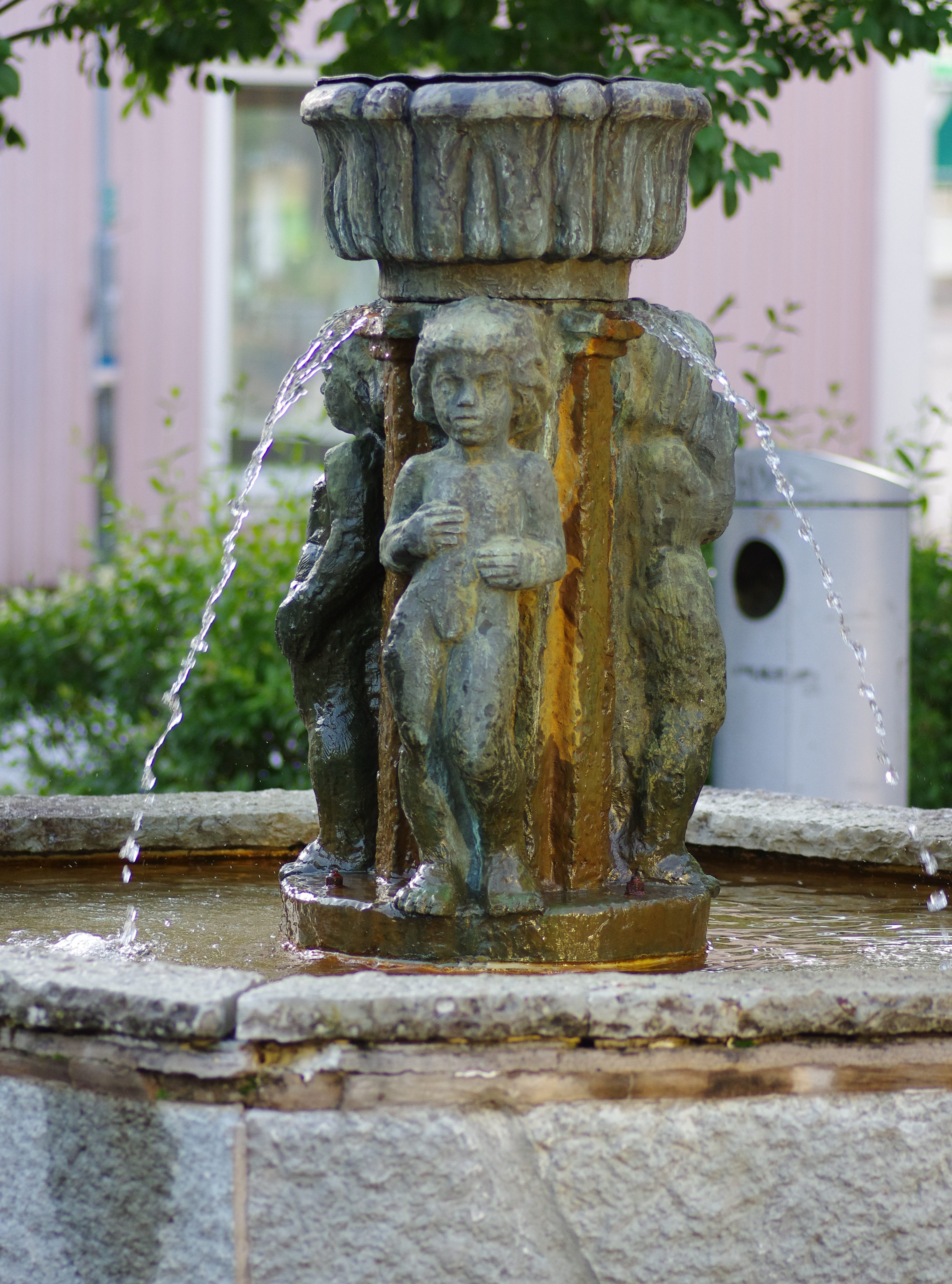
Brunn med flickfigurer på Trätorget i Falköping.

Jalmar Edvard Lindgren, född 26 juni 1908 i Ryds by i Vilske-Kleva socken, död 27 mars 1990 i Vilske-Kleva församling, var en svensk konstnär och bonde. 
Jalmar Lindgren levde och verkade hela livet, förutom under studieåren, i Ryds by i Vilske-Kleva väster om Mösseberg, där han kombinerade lantbruk med konstnärskap.  Hans tidiga verk påminde om Döderhultarens enkla, men porträttlika gubbar. Senare i livet blev hans skulpturer mer fulländade. Lindgrens stora styrka var att kunna skildra kroppshållningen hos både människor, hästar och kor, något han utan tvekan fått blick för när han arbetade i lantbruket. Han var socialist i Ivar Lo-Johanssons anda och ogillade centraliseringar. År 1970 fick Jalmar Lindgren Falköpings kommuns kulturstipendium för Kalkarbetarna. 

## Uppväxt
Jalmar Lindgren växte upp på ett småjordbruk i Ryds by i Vilske-Kleva. Både fadern som var timmerman och farfadern som var smed var skickliga hantverkare. Hantverksskickligheten gick i arv till honom. I skolan fick han högsta betyg i teckning och fick som tolvåring en skämtteckning publicerad i Såningsmannen. Vid 17 års ålder tog han en Hermodskurs i teckning med mycket goda resultat. Jalmars äldre bror Hugo gifte sig med Anna Götlind vars bror Johan Götlind var gift med den konstintresserade och förmögna kvinnan Märta Tamm, som såg talangen hos Jalmar och lovade att bekosta konstnärsstudier i Göteborg. Vid Kreugerkraschen försämrades Märtas ekonomiska villkor, och det ekonomiska stödet upphörde.

## Utbildning
År 1928 uppsökte Lindgren, helt utan pengar, Slöjdföreningens skola och visade upp sina alster. Han blev antagen och fick börja från grunden med bland annat bildhuggeri och grafisk teckning. Under sin studietid inspirerades han av Charles Despiaus kvinnoporträtt på Göteborgs konstmuseum och Antoine Bourdelles realism och enkelhet. Lindgrens största inspirationskälla blev Auguste Rodin, främst Den förlorade sonen på Göteborgs konstmuseum. År 1931 var hans ekonomi så dålig att han fick avbryta sina studier och resa hem och arbeta som dräng på gården.
År 1935 hade Jalmar Lindgren sparat ihop tillräckligt med pengar för ett års studier vid Konstakademien i Stockholm, där han studerade modellering, anatomi och skulptur för professor Nils Sjögren och Albert Engström. En föreläsning om Gustave Courbet väcktes Jalmars intresse för negativa former. Efter ett år var pengarna slut och han fick bege sig hem och arbeta som bonde.
Vid 64 års ålder tog Lindgren åter upp studierna och gick en kurs i muralmålningsteknik vid Konstakademien i Stockholm.

## Konstnären och bonden
Lantbruksmiljön var konstfientlig. De som inte arbetade inom jordbruket eller med kroppsarbete sågs som lata eller odugliga. Jalmar Lindgren kunde avbryta ett plöjningsarbete mitt på åkern och börja teckna av en människa eller ett djur, ett beteende många tyckte var märkligt. På 1940-talet köpte han gården och ett litet torp som han använde som ateljé. 1947 illustrerade han en novell i Folket i Bild av Folke Fridell som handlade om utanförskap - något som Lindgren säkert kände när han gick ensam på gården och plöjde. Sitt första offentliga uppdrag, en byst i gips av hembygdsforskaren Assar Blomberg, fick han 1948.
Han förälskade sig i Märta och de gifte sig 1951 och fick två söner. Förhållandet med Märta fick hans konst att bli mer harmonisk. Under de kommande årtiondena gjorde han ett femtontal offentliga arbeten, bland annat mosaiker, statyer och en fontän. Från ateljén kom teckningar med arbetare, mjölkerskor, kor, hästar och nakna kvinnor. När Jalmar Lindgren gick bort hade över 1 000 teckningar lämnat ateljén och kvar står många av hans offentliga konstverk.
Makarna Lindgren är begravda på Vilske-Kleva kyrkogård.